# Kalynivka (huyện)
Huyện Kalynivka (tiếng Ukraina: Калинівський район, chuyển tự: Kalynivkas'kyi raion) là một huyện của tỉnh Vinnytsia thuộc Ukraina. Huyện Kalynivka có diện tích 1086 km², dân số theo điều tra dân số ngày 5 tháng 12 năm 2001 là 47656 người với mật độ 44 người/km2. Trung tâm huyện nằm ở Kalynivka.